# Нидерёфлинген
Нидерёфлинген (нем. Niederöfflingen) — община в Германии, в земле Рейнланд-Пфальц. 
Входит в состав района Бернкастель-Витлих. Подчиняется управлению Мандершайд.  Население составляет 443 человека (на 31 декабря 2010 года). Занимает площадь 8,17 км².

## Фотографии

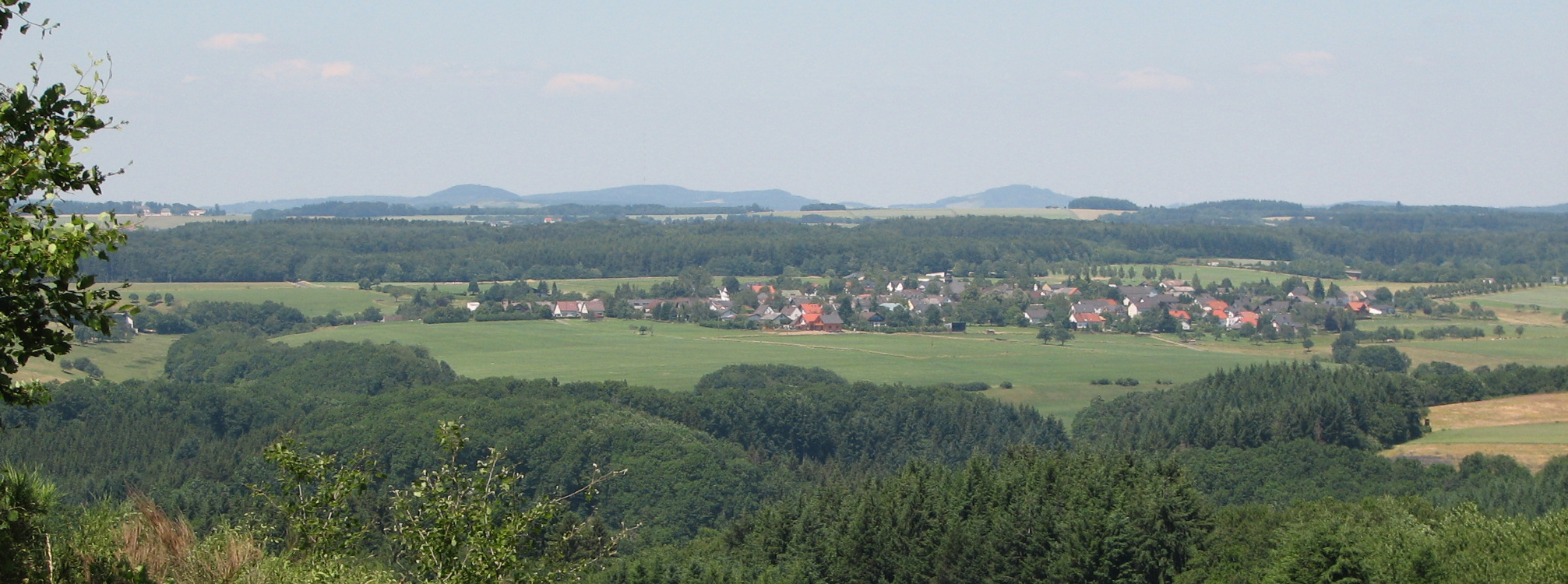
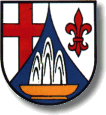
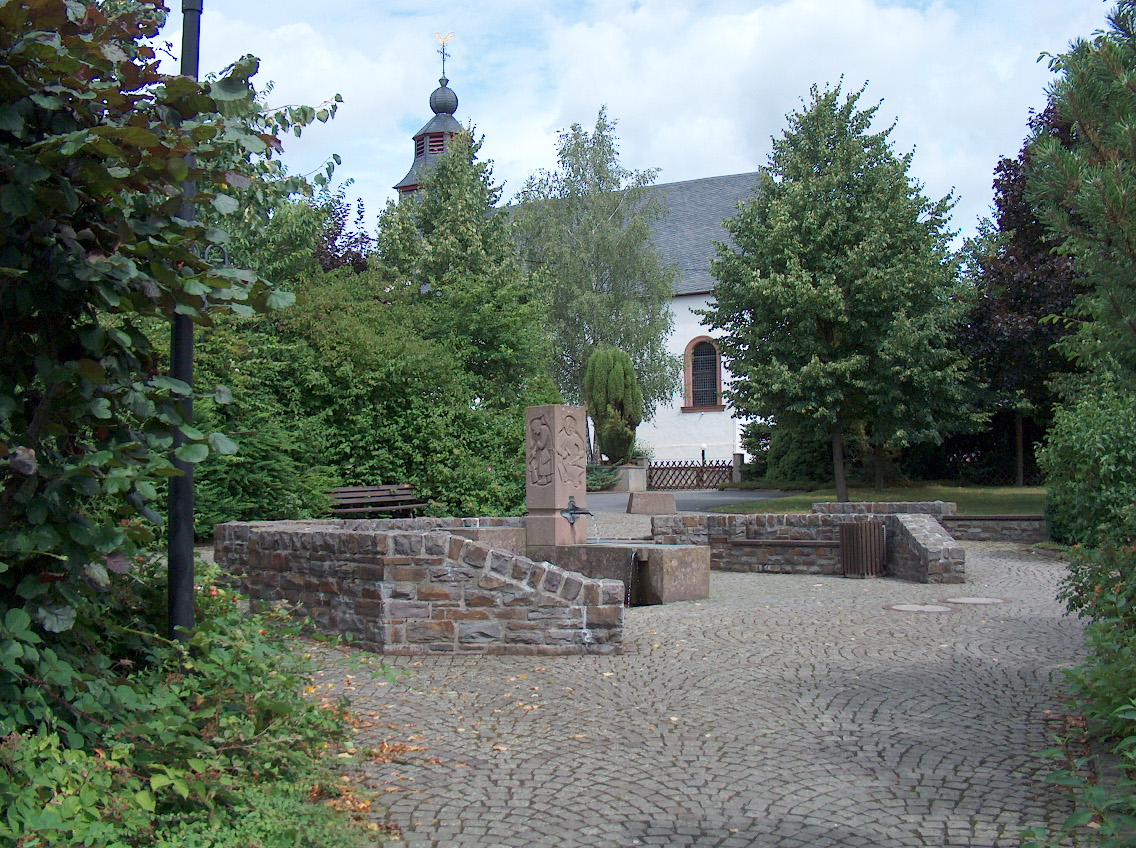
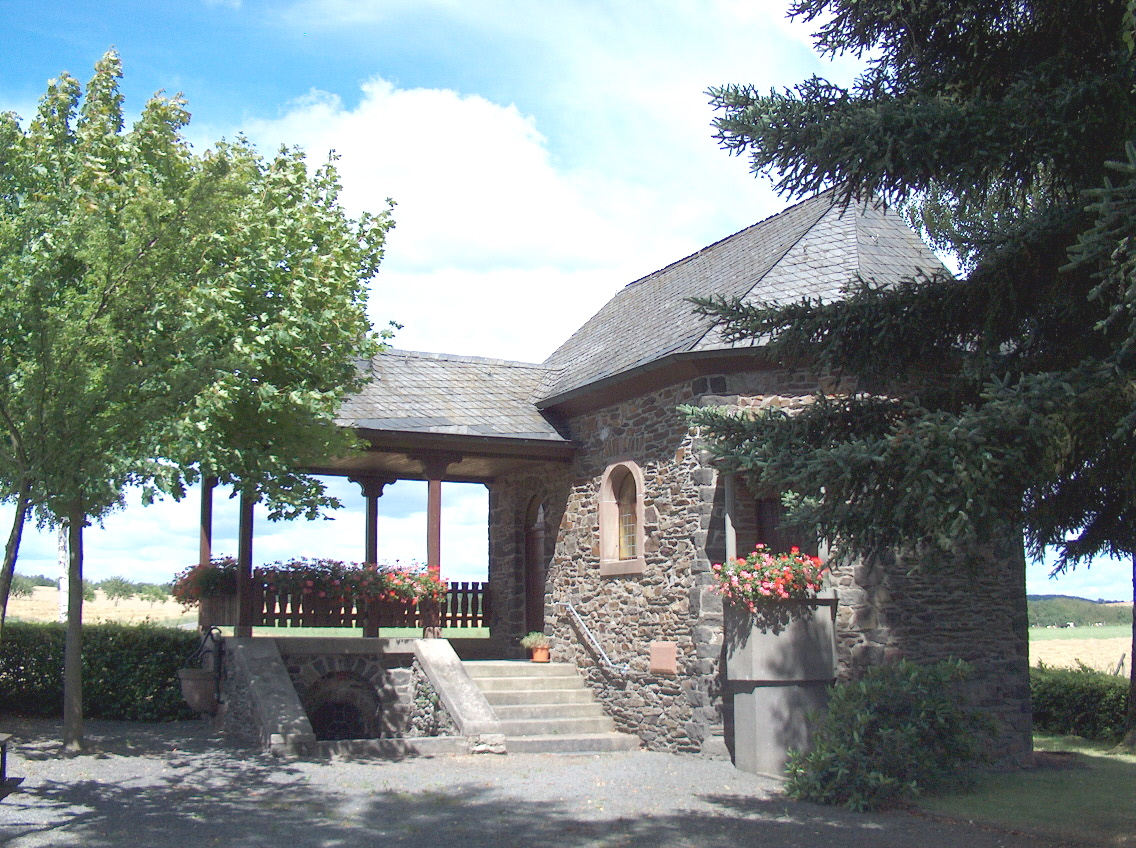